# Dozimetar
Dozimetar se koristi za zaštitu ljudi koji rade u područjima jakog ionizirajućeg zračenja, prije svega u postrojenjima ili ustanovama gdje se koriste jaki izvori radioaktivnosti. Dozimetar je naprava koju radnik ima na sebi. On se obično drži na prsima i ne smije se prekriti tkaninom ili ga na bilo koji način "skriti", jer tako smanjujemo količinu zraka koju bi on trebao registrirati. Gdje se kreće čovjek, s njim ide i dozimetar. Dozimetar ima svojstvo da registrira ukupno ozračenje, odnosno apsorbiranu dozu zračenja koju je čovjek primio.
Dozimetrija je mjerenje i računanje energije koju zračenje predaje tvari, proučavanje utjecaja različitih vrsta ionizirajućega zračenja na tvari, tkiva i organe i mjerenje brzine raspadanja radioaktivne tvari. Veličine koje opisuju izloženost tvari ionizirajućemu zračenju i učinke (oštećenja) uzrokovane energijom zračenja su na primjer apsorbirana doza, efektivna doza i ekvivalentna doza, a brzinu raspadanja radioaktivne tvari opisuje aktivnost radioaktivnog izvora.

## Vrste dozimetara
Dvije su najraširenije (zakonski priznate) metode mjerenja: filmski dozimetar i termoluminiscentni dozimetar (TLD). Kod oba dozimetra prolazom zračenja dolazi do određenih procesa koje zračenje izaziva predajom energije: zacrnjenje filma ili podizanje elektrona na više energetsko stanje. Prilikom očitanja, razvijanja filma ili očitanja u posebnom čitaču, vidi se učinak zračenja, zacrnjenje ili određena krivulja kod TLD-a. Baždarenjem serije dozimetra poznatim dozama i uz baždarne krivulje mogu se odrediti te primljene doze. To je posebna tehnologija koja podrazumijeva posebne procese i određeno predznanje.
Danas su podjednako raširene obje metode, svaka ima prednosti i mane. Uglavnom, TLD su pogodniji od filmskih dozimetara jer ostaju u budućnosti kao trajni zapis, dokument o primljenoj dozi. Osjetljivost i jedne i druge vrsti dozimetara je gotovo podjednaka, a točnost ovisi o servisu, načinu baždarenja, energiji zračenja i drugim čimbenicima.
Osnovni nedostatak i jednog i drugog dozimetra je odgođeno dobivanje rezultata ozračenja, tek nakon razvijanja i očitanja u čitaču nakon proteka vremena nošenja. Zbog toga su danas popularne brojne verzije dozimetara s izravnim trenutnim očitanjem primljene doze: penkala dozimetar, elektronski dozimetar i sl., koji se lokalno koriste kao dodatni dozimetar uz službenu dozimetriju koja se obvezno provodi filmskim dozimetrima ili TLD-ima.

### Filmski dozimetar
Kod filmskog dozimetra ionizirajuća zračenja djeluju na fotografsku ploču slično svjetlosnom zračenju i izazivaju zacrnjenje. Stupanj zacrnjenja srazmjeran je apsorbiranoj dozi. Obično je jedan dio filma prekriven tankim slojem olova, kako bi se moglo razlikovati zacrnjenje koje je uzrokovano prodornim gama zračenjem, od zacrnjenja nastalog beta-česticama. Ako treba mjeriti prisustvo sporih neutrona, jedan se dio filma prekriva tankim slojem kadmija. Ovaj dozimetar se dosta upotrebljava jer je najjednostavniji i najjeftiniji lični dozimetar, iako ima i svojih nedostataka, a to je da za svaku vrstu filma treba raditi kalibracionu krivulju, jer je stupanj zacrnjenja dosta zavisan od energije gama ili rendgenskih zraka.

### Termoluminiscentni dozimetar
Termoluminiscentni dozimetri napravljeni su od kalcijevog fluorida ili litijevog fluorida i aktivirani su manganom. Kao nosač osjetljive mase (kristala) služi metalna pločica, koja se pri mjerenju apsorbirane doze ionizirajućeg zračenja zagrijava električnom strujom. Ozračeni kristali zrače na temperaturi od 400 ºC do 1000 °C svjetlost valnih duljina od 390 do 500 nm, kojoj se intenzitet, koji je srazmjeran apsorbiranoj dozi, mjeri fotomultiplikatorom. Ovim se dozimetrom mogu mjeriti i doze od 0,1 mGy (miligrej). Uređaji za očitavanje i bilježenje doze nešto su složeniji od filmskih dozimetara, ali je točnost veća. Termoluminiscentni dozimetri najviše se upotrebljavaju za kao lični dozimetri. Ponovnim zagrijavanjem tih dozimetara, vrijednost doze se briše i mogu se ponovno iskoristiti za mjerenje.